# Piatone di Tournai
Piatone di Tournai, anche detto Piaton, Piat, Piato (Benevento, ... – Tournai, 286), è stato un cristiano martirizzato nel III secolo a Tournai, oggi in Belgio. È venerato come santo dalla Chiesa cattolica.

## Agiografia e culto
Piatone nacque a Benevento nel III secolo, la tradizione vuole che sia stato ordinato sacerdote da Dionigi l'Areopagita. Piatone venne mandato, insieme a san Quintino ed altri dal Papa ad evangelizzare la Gallia del Nord e si rivolse agli abitanti di Chartres, Tournai, Douai, Orchies e Seclin.
Venne martirizzato sotto la tetrarchia da un soldato che gli tranciò in due il cranio.
Sant'Eligio trovò una reliquia di Piatone e costruì un reliquiario che venne custodito nella Cattedrale di Chartres.

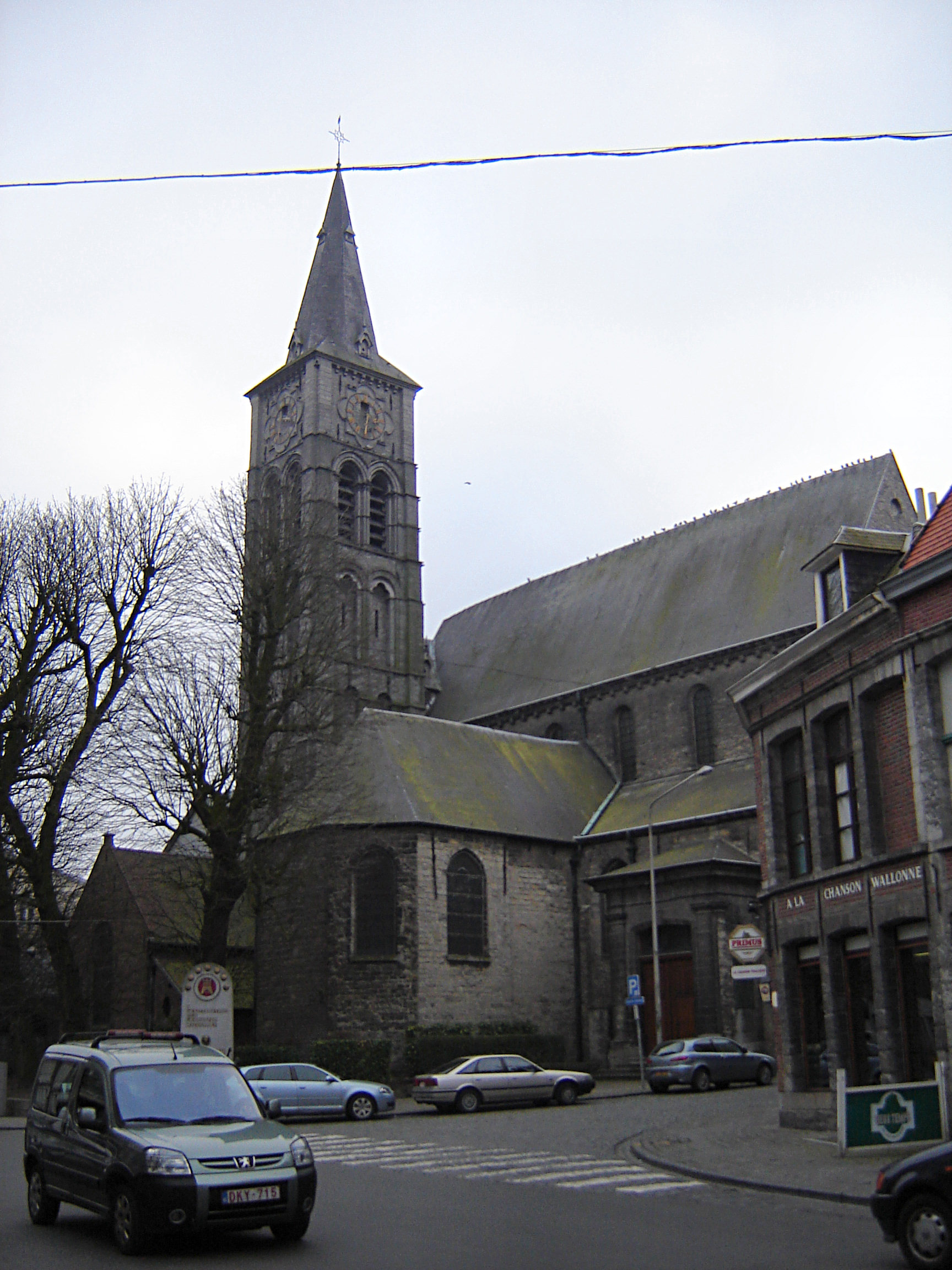
Chiesa di San Piatone, Tournai